# Route européenne 136
Pour les articles homonymes, voir Route 136.
La route européenne 136 est une route reliant Ålesund à Dombås.